# Indijanci s Platoa
Indijanci s Platoa (Indijanci Platoa), naziv skupine indijanskih plemena nastanjenih na kulturnom području Platoa rijeke Columbia na sjeverozapadu SAD-a. 
Fiziografska regija Platoa graniči na sjeveru planinama Cariboo Mts, na istoku planinama Rockies (Stjenjak) i Lewis, na jugu Plavim planinama (Blue Mts) i rijekom Salmon i na zapadu s Canadian Coast Mts i gorjem Cascade.
Klima na Platou je kontinentalna, od -34 °C zimi do 38 °C ljeti, a zimi je kraj prekriven snijegom. Javljaju se tri različita vegetacijska područja. Srednja Columbia stepa prekrivena žbunjem kadulje i drugih trava. Gornja Kolumbija je šumovita, a travnjaci se pojavljuju u dlolinama rijeka. Treće područje je uz rijeku Fraser s četinarskim šumama i dijelom suhim travnjacima.     
Fauna na Platou nije bogata, jelen i wapiti od veće divljaći, a glavna hrana je riba, posebno losos i pastrva kojih ima u rijekama.
Plemena Platoa većinom govore jezicima salishan. Na sjeveru su to Shuswap, Lillooet, i Ntlakyapamuk (Thompson). Na gornjoj Columbiji Okanagan, Sinkaietk, Lake, Wenatchee, Sanpoil, Nespelim, Spokan, Kalispel, Pend d’Oreille, Cowlitz, Colville, Chelan, Sinkiuse, Coeur d’Alêne i istočnije Flathead ili Salish.  Od ostalih su skupine Indijanaca Shahaptian s plemenima Yakima, Walla Walla, Mical, Wauyukma, Palouse, Wanapam, Nez Percé ili Pierced Nose (Čopaniš), Tenino, Umatilla; Waiilatpuan s Molala i Cayuse;  Lutuamian s Klamath i Modoc; i Kitunahan s Kutenai.